# Jordan Radičkov
Jordan Radičkov (in bulgaro Йордан Радичков?; Montana, 24 ottobre 1929 – Sofia, 21 gennaio 2004) è stato uno scrittore bulgaro.

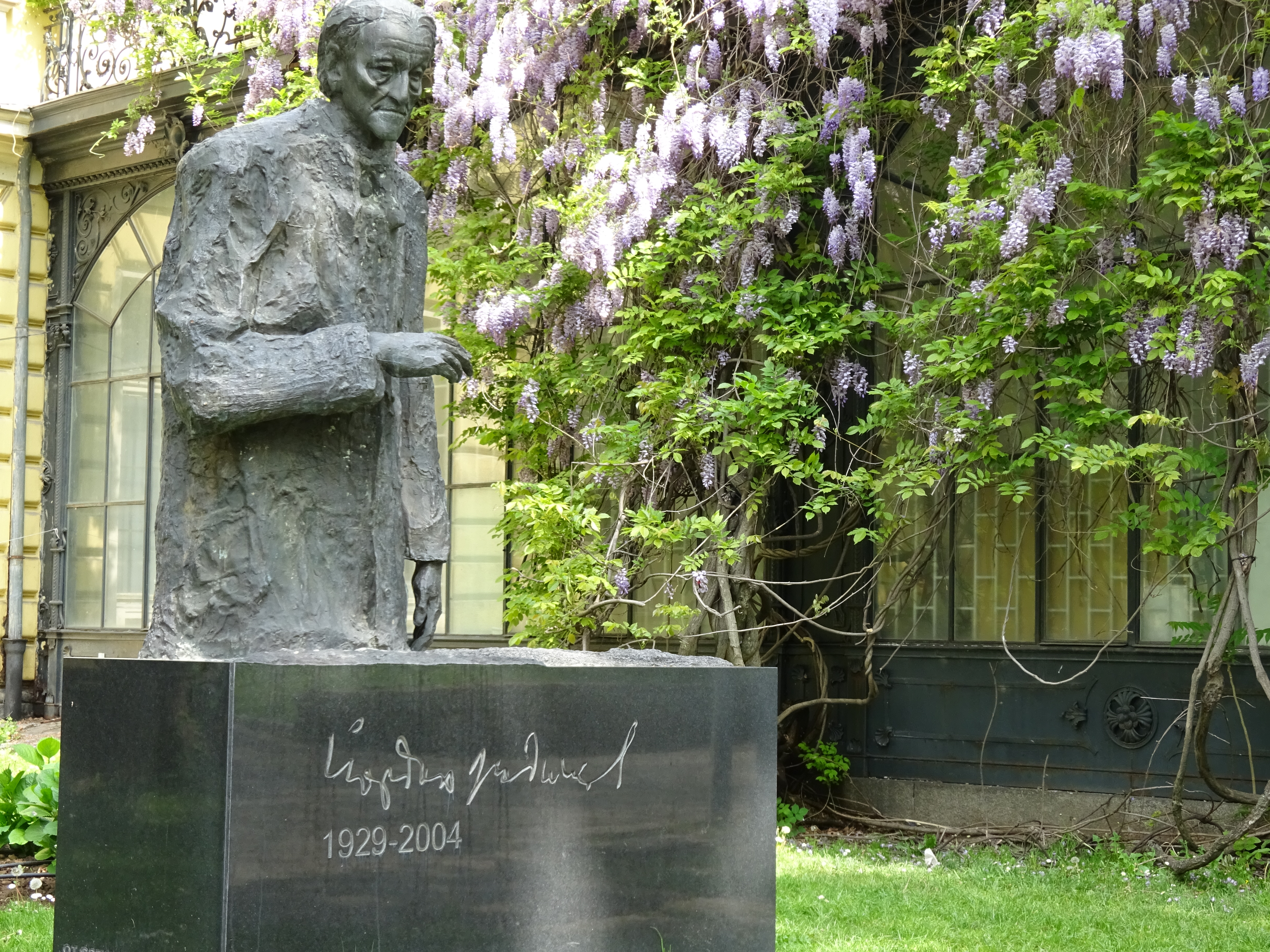

La sua narrativa si colloca nell'ambito del realismo lirico, nel quale Radičkov inserisce elementi allegorici e fantastici.
Dopo l'esordio come giornalista, a partire dal 1959 ha pubblicato numerose raccolte di racconti: Tutti e nessuno (1975), La memoria e i cavalli (1975), La fionda (1977), La tenera spirale (1983), L'uovo di gennaio (1986), Una piccola leggenda del Nord (1989); in Italia una scelta delle pagine più significative della produzione radičkoviana è stata pubblicata nei volumi I racconti di Cerkazki (1983) e L'uovo di gennaio (1990).
Tra i lavori teatrali: Pandemonio (1968), Gennaio (1973), Tentativo di volo (1979).
Le opere di Radičkov sono state tradotte in oltre 30 paesi e, nel 2001 è stato nominato per il Premio Nobel per la letteratura.

## Opere scelte

### Racconti e novelle
- Umor furioso (1965)
- Acquario (1967)
- La barba di capra (1967)
- Noi passerotti (1968)
- Abbecedario di polvere da sparo (1969)
- Il melone di cuoio (1969)
- Il vento nella calma (1968)
- Disegni rupestri (1970)
- Paglia e grano (1972)
- Come mai? (1974)
- Tutti e nessuno (1975)
- Sei piccole matrioske e una grande  (1977)
- La fionda (1977)
- L'erba folle (1980)
- La tenera spirale (1983)

### Commedie
- Il pandemonio (1968)
- Gennaio (1973)
- Lazzareide
- Tentativo di volo (1979)
- Le ceste
- Immagine e somiglianza